# Вольфганг Грандефельд
Вольфганг Грандефельд (нім. Wolfgang Grandefeld; 11 лютого 1917, Гамбург — 27 квітня 1943, Атлантичний океан) — німецький офіцер-підводник, оберлейтенант-цур-зее крігсмаріне.

## Біографія
3 квітня 1936 року вступив на флот. З 9 березня 1943 року — командир підводного човна U-174. 18 березня вийшов у свій перший і останній похід. 27 квітня 1943 року U-174 був потоплений в Північній Атлантиці південніше Ньюфаундленда (43°35′ пн. ш. 56°18′ зх. д.) глибинними бомбами американського патрульного літака «Вентура». Всі 53 члени екіпажу загинули.

## Звання
- Кандидат в офіцери (3 квітня 1936)
- Морський кадет (10 вересня 1936)
- Фенріх-цур-зее (1 травня 1937)
- Лейтенант-цур-зее (1 жовтня 1938)
- Оберлейтенант-цур-зее (1 жовтня 1940)